# Fortalesa de Colț
La fortalesa de Colț data de principis de segle. XIV, quan va ser fundada pel príncep Cândea. Més tard, Candea es va convertir a la religió catòlica i va canviar el seu nom pel de Kendeffy.
La fortalesa es troba al territori del poble de Suseni, Hunedoara, a la carretera comarcal DJ686, a l'entrada de la Vall de Râușorului i a 3 km del poble de Râu de Mori.

## Descripció
La fortalesa es va construir sobre un cantó de roca, a l'entrada del congost del Râușor, al voltant d'una torre quadrada, a la qual es va afegir un mur de tancament, fortificat amb altres torres. Encara que va ser construïda amb finalitats de defensa, mai va complir aquesta funció, ja que les tres fortificacions eren massa petites per fer front a grans exèrcits, per la qual cosa la fortalesa molt probablement servia de refugi en cas de conflicte entre prínceps. Té una planta irregular, adaptada a la forma del relleu, està proveïda d'un massís fort i va ser l'església principesca més forta de Transsilvània.
La fortalesa de Colț, els inicis de la qual es remunten a l'any 1359, ha estat degradada per l'enfonsament d'algunes cortines a la vall, i avui només conserva les restes de les muralles, sent pràcticament una ruïna. Els representants de la comuna de Râu de Mori intenten captar fons per a la rehabilitació d'aquest monument històric, avui en mal estat.

## La il·lustració de la fortalesa a la literatura
A causa de l'aspecte de la fortalesa i de la toponímia dels llocs, se suposa que aquesta seria la font d'inspiració de la novel·la Castell dels Carpats de Jules Verne.

## Galeria

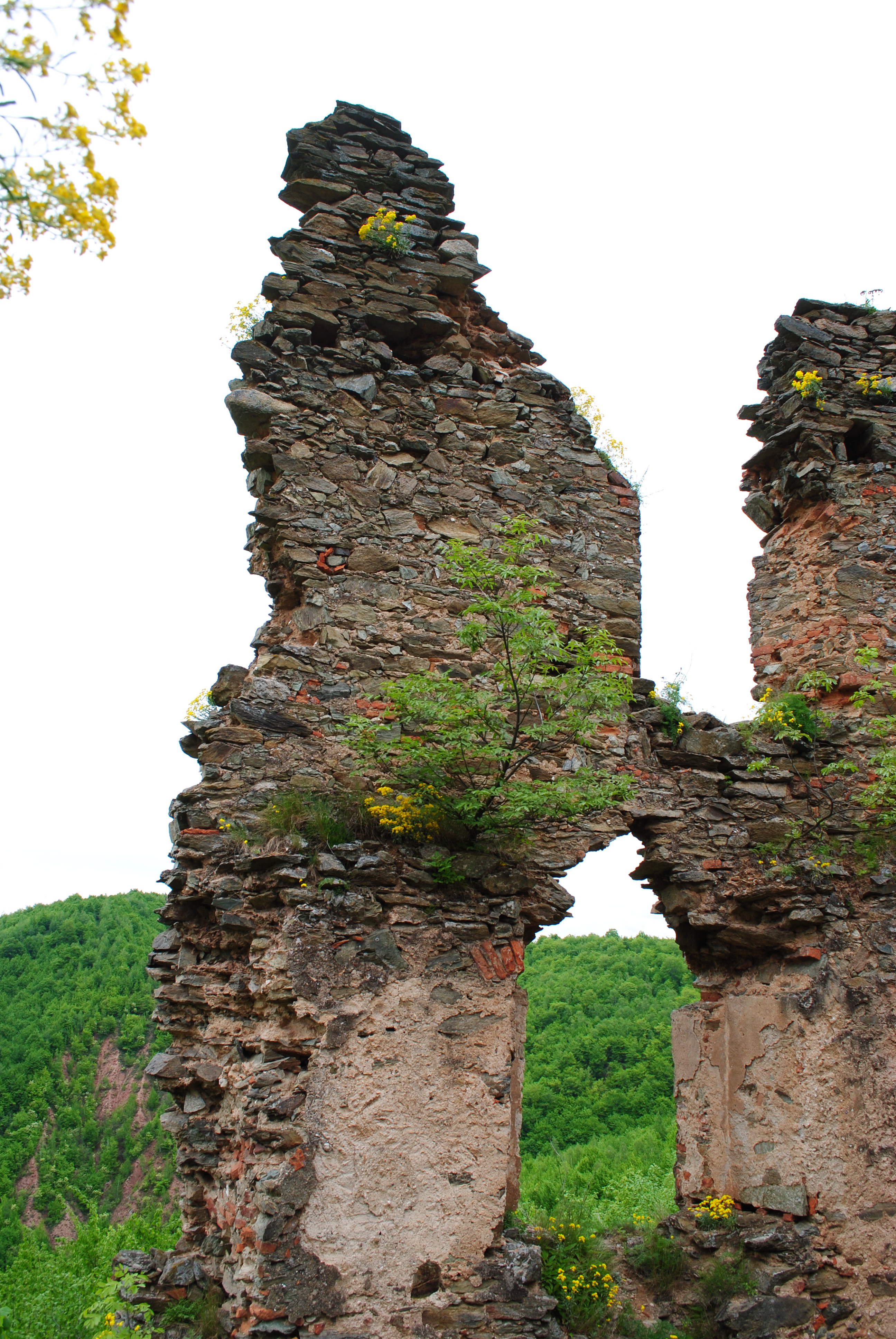
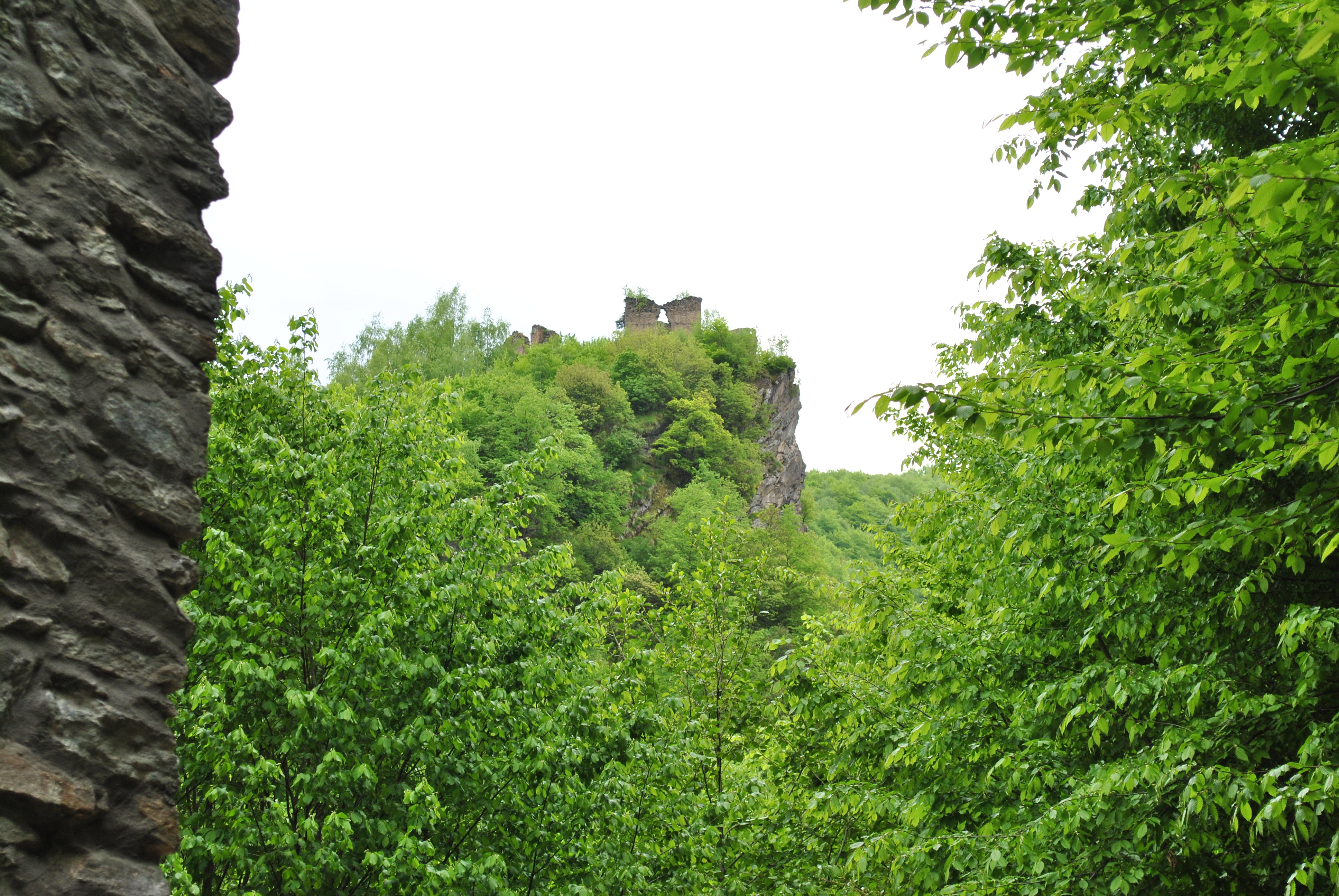
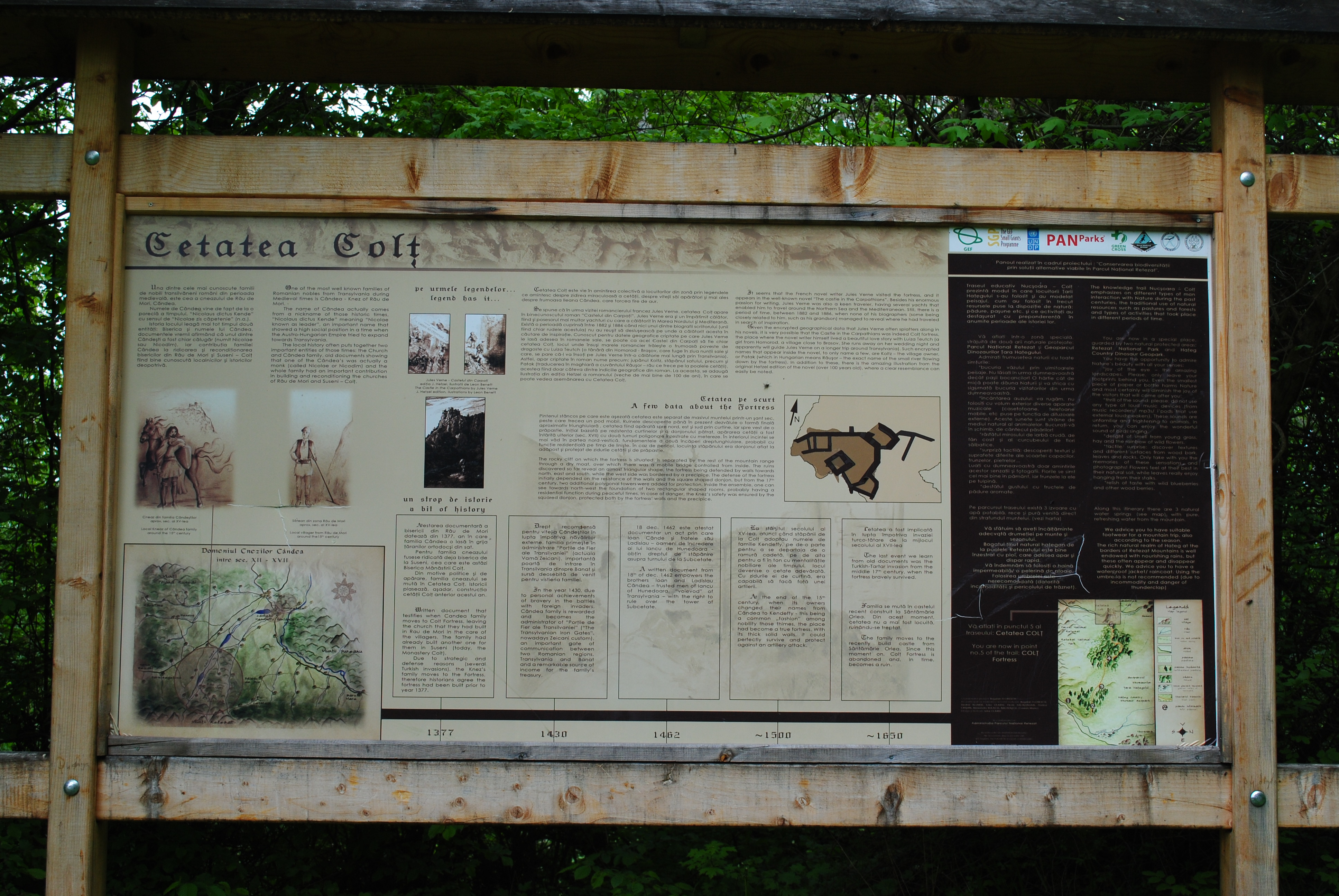
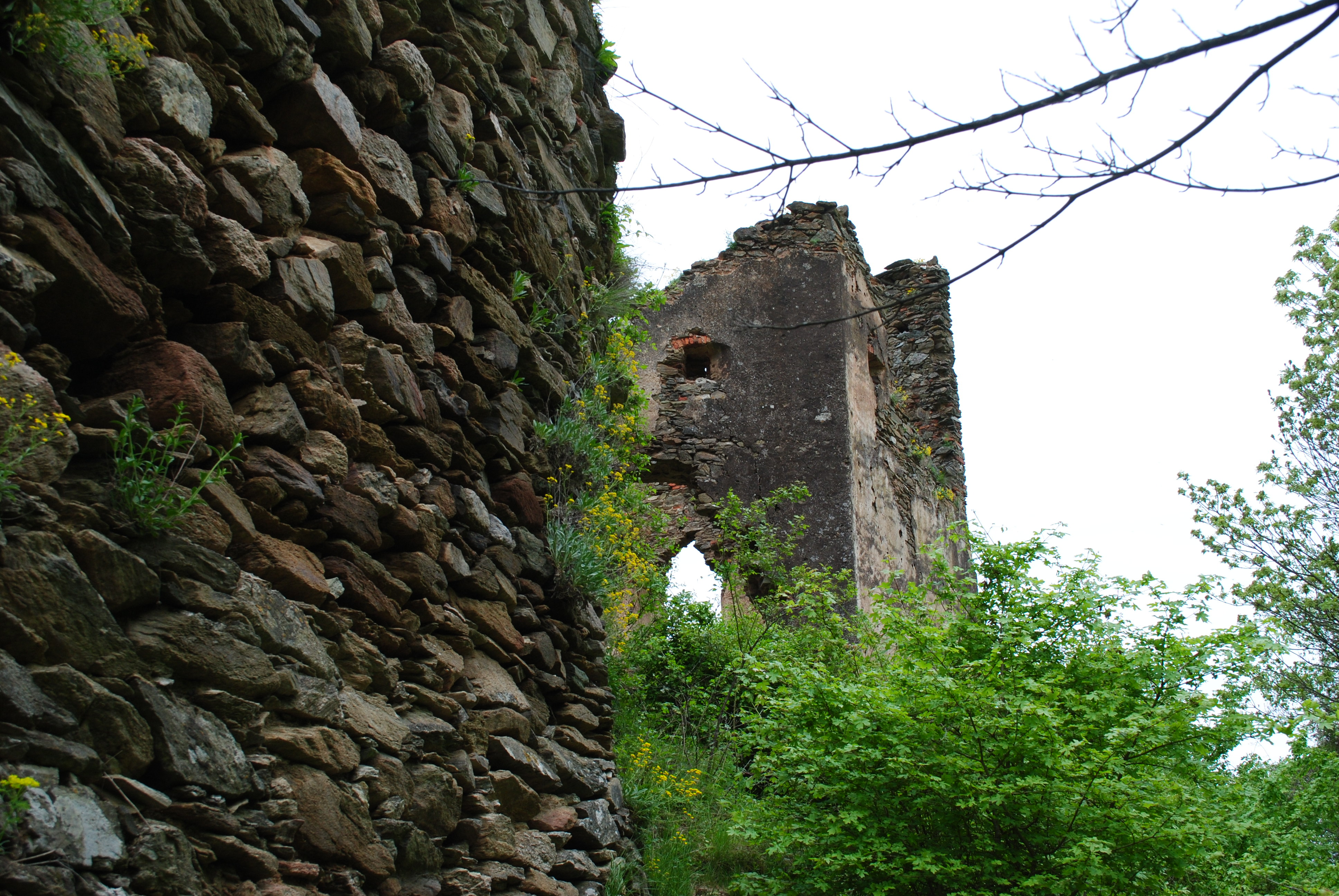
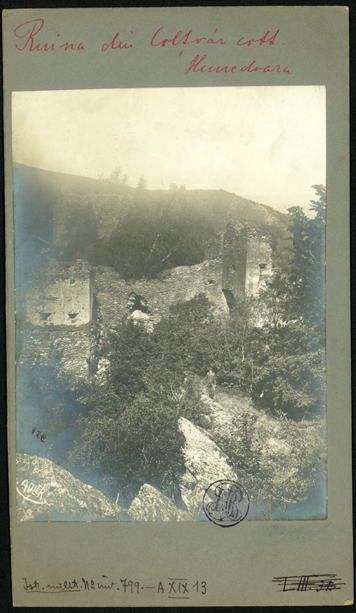
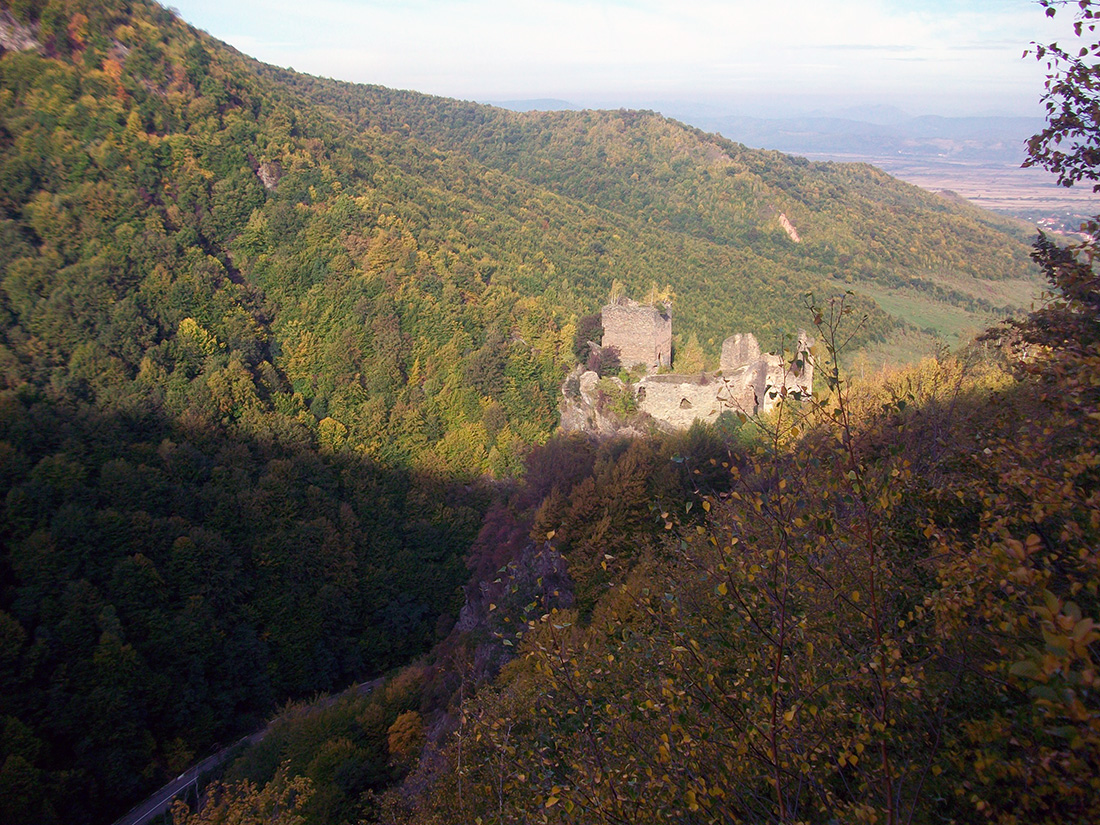
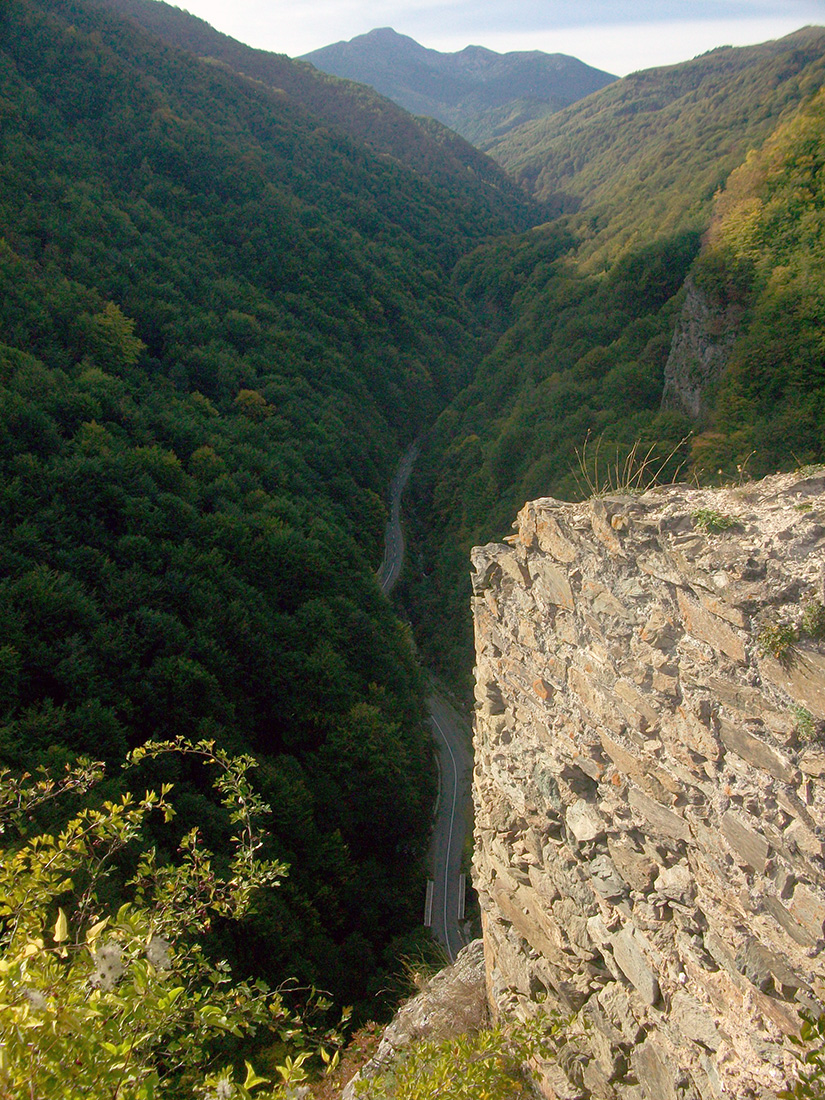
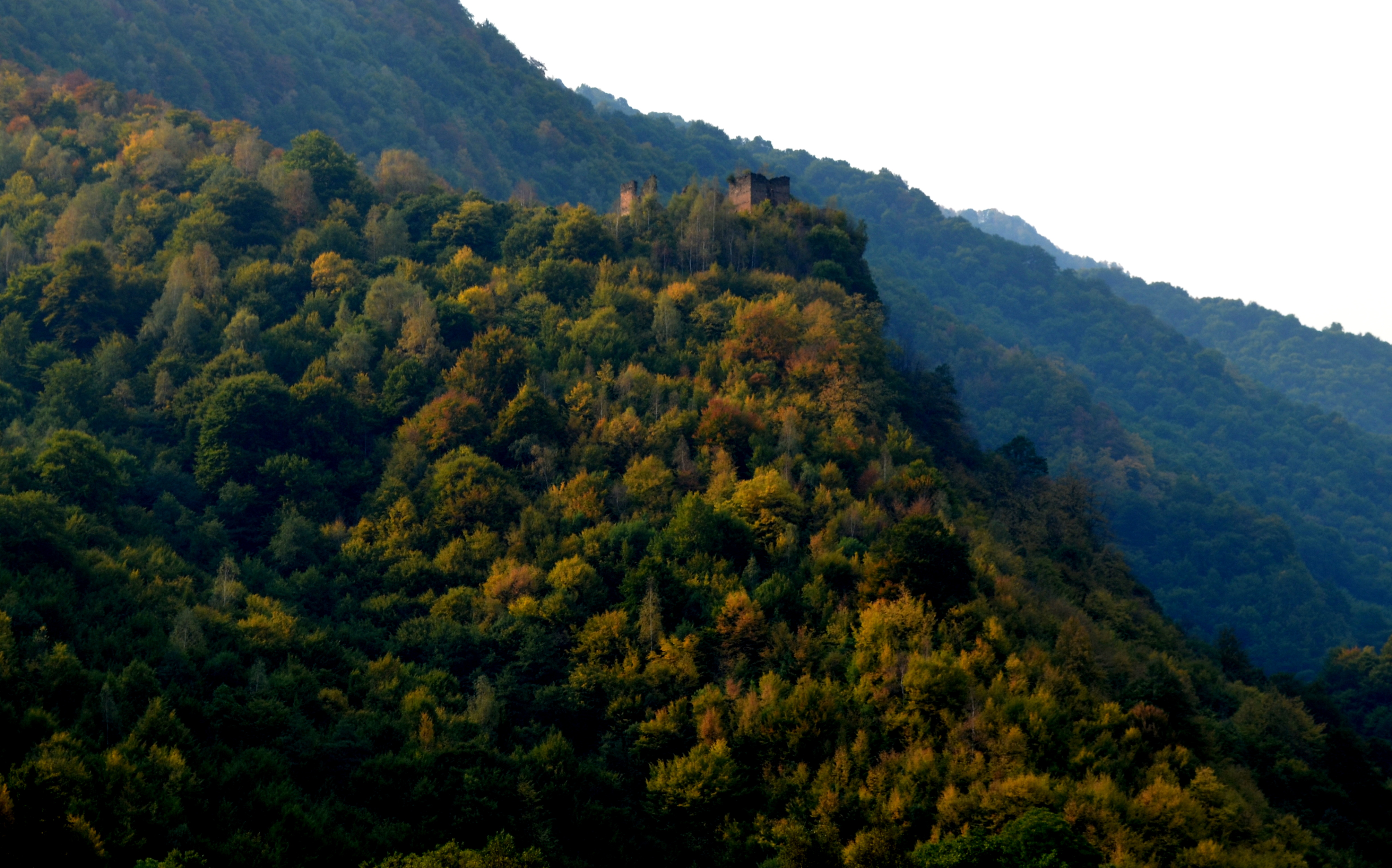
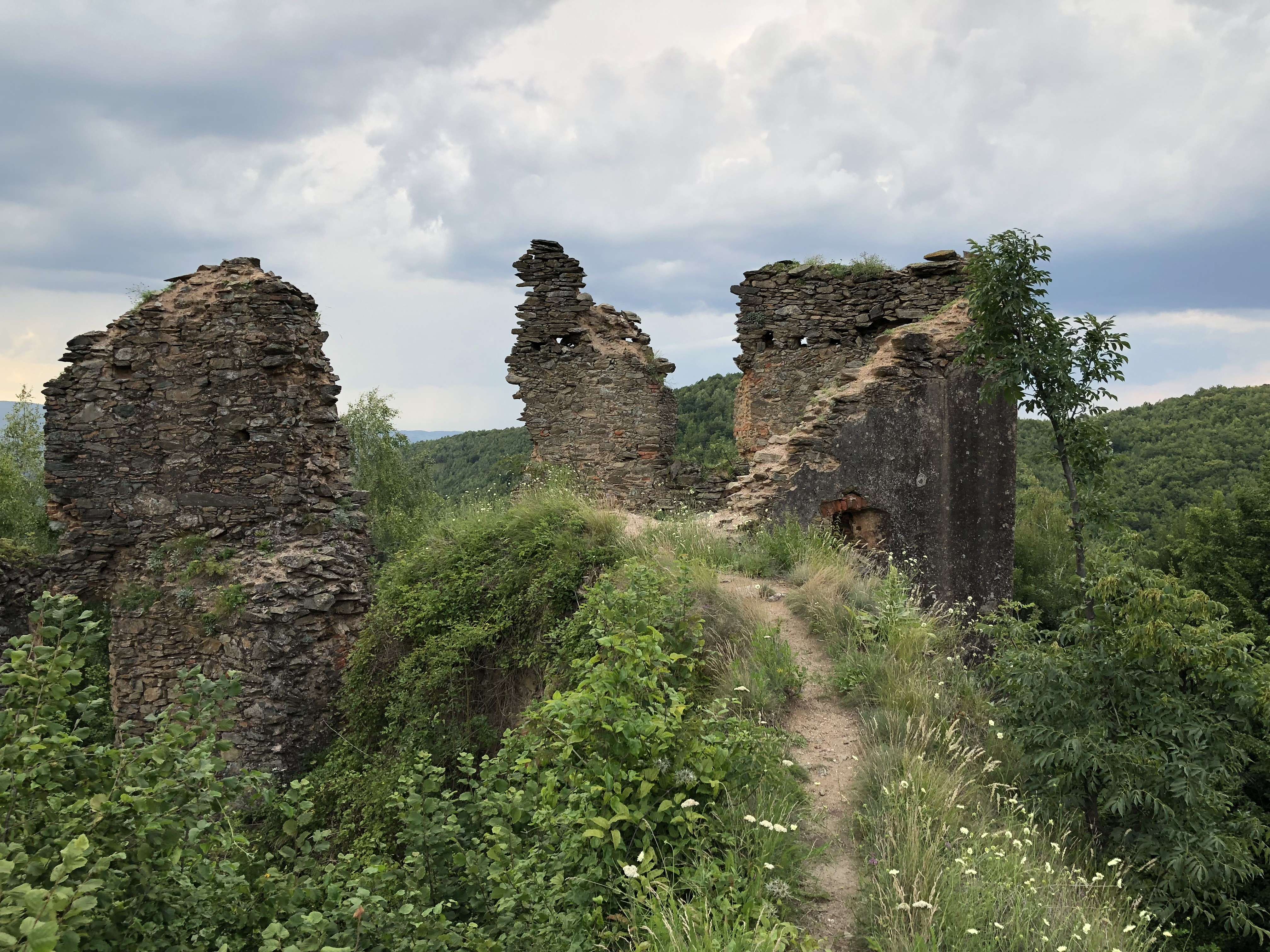